# Ordinariato militar de los Países Bajos
El ordinariato militar de los Países Bajos (en neerlandés: Ordinariaat voor de Nederlandse Strijdkrachten) es una circunscripción eclesiástica latina de la Iglesia católica en los Países Bajos, Inmediatamente sujeta a la Santa Sede. Desde el 13 de marzo de 1993 el ordinariato militar es sede vacante y tiene al obispo Everardus Johannes de Jong como su administrador apostólico.

## Territorio y organización
El ordinariato militar tiene jurisdicción personal peculiar ordinaria y propia sobre los fieles católicos militares de rito latino (y otros fieles definidos en los estatutos), incluso si se hallan fuera de las fronteras del país, pero los fieles continúan siendo feligreses también de la diócesis y parroquia de la que forman parte por razón del domicilio o del rito, pues la jurisdicción es cumulativa con el obispo del lugar. Los cuarteles y los lugares reservados a los militares están sometidos primera y principalmente a la jurisdicción del ordinario militar, y subsidiariamente a la jurisdicción del obispo diocesano cuando falta el ordinario militar o sus capellanes. El ordinariato tiene su propio clero, pero los obispos diocesanos le ceden sacerdotes para llevar adelante la tarea de capellanes militares de forma exclusiva o compartida con las diócesis. 
La sede del ordinariato militar se encuentra en la ciudad de Almelo.
En 2021 en el ordinariato militar no existían parroquias.

## Historia
El 16 de abril de 1957 fue erigido con el decreto Militantis Iesu Christi de la Congregación Consistorial como vicariato militar para la atención de las Fuerzas Armadas de los Países Bajos.
Mediante la promulgación de la bula Spirituali Militum Curae por el papa Juan Pablo II el 21 de abril de 1986 los vicariatos militares fueron renombrados como ordinariatos militares o castrenses y equiparados jurídicamente a las diócesis. Cada ordinariato militar se rige por un estatuto propio emanado de la Santa Sede y tiene a su frente un obispo ordinario nombrado por el papa teniendo en cuenta los acuerdos con los diversos Estados. El 22 de julio de 1986 fue elevado a ordinariato militar.
Desde 1993 no se ha nombrado obispo para esta sede, la cual fue administrada hasta 2020, bajo mandato de la Santa Sede, por el obispo Joseph Maria Punt, de la diócesis de Haarlem-Ámsterdam. Desde entonces es administrador apostólico el obispo Everardus Johannes de Jong de la diócesis de Roermond.

## Estadísticas
Según el Anuario Pontificio 2022 el ordinariato militar tenía a fines de 2021 2 sacerdotes y 8 diáconos.
| Año                                                                             | Población            | Población | Población      | Sacerdotes | Sacerdotes    | Sacerdotes    | Bautizados por sacerdote | Diáconos permanentes | Religiosos | Religiosos | Parroquias |
| Año                                                                             | Bautizados católicos | Total     | % de católicos | Total      | Clero secular | Clero regular | Bautizados por sacerdote | Diáconos permanentes | Varones    | Mujeres    | Parroquias |
| ------------------------------------------------------------------------------- | -------------------- | --------- | -------------- | ---------- | ------------- | ------------- | ------------------------ | -------------------- | ---------- | ---------- | ---------- |
| 1999                                                                            |                      |           |                | 7          | 4             | 3             |                          | 9                    | 3          |            |            |
| 2000                                                                            |                      |           |                | 6          | 5             | 1             |                          |                      | 1          |            |            |
| 2001                                                                            |                      |           |                | 6          | 5             | 1             |                          | 7                    | 1          |            |            |
| 2002                                                                            |                      |           |                | 6          | 6             |               |                          | 9                    |            |            |            |
| 2003                                                                            |                      |           |                | 6          | 6             |               |                          | 11                   |            |            |            |
| 2013                                                                            |                      |           |                |            |               |               |                          | 5                    |            |            |            |
| 2016                                                                            |                      |           |                | 3          | 3             |               |                          | 7                    |            |            |            |
| 2019                                                                            |                      |           |                | 2          | 2             |               |                          | 8                    |            |            |            |
| 2021                                                                            |                      |           |                | 2          | 2             |               |                          | 7                    |            |            |            |
| Fuente: Catholic-Hierarchy, que a su vez toma los datos del Anuario Pontificio. |                      |           |                |            |               |               |                          |                      |            |            |            |

## Episcopologio

### Vicarios militares
- Bernardus Johannes Alfrink † (16 de abril de 1957-6 de diciembre de 1975 retirado)[6]
- Johannes Gerardus Maria Willebrands † (6 de diciembre de 1975-22 de noviembre de 1982 renunció)
- Ronald Philippe Bär, O.S.B. † (22 de noviembre de 1982-21 de julio de 1986 pasó a ser ordinario militar)

### Obispos castrenses
- Ronald Philippe Bär, O.S.B. † (21 de julio de 1986-13 de marzo de 1993 renunció)
  - Sede vacante (desde 1993)
  - Joseph Marianus Punt (1 de abril de 1995-1 de junio de 2020 renunció) (administrador apostólico)
  - Everardus Johannes de Jong, desde el 1 de junio de 2020 (administrador apostólico)